# シャイヒー派

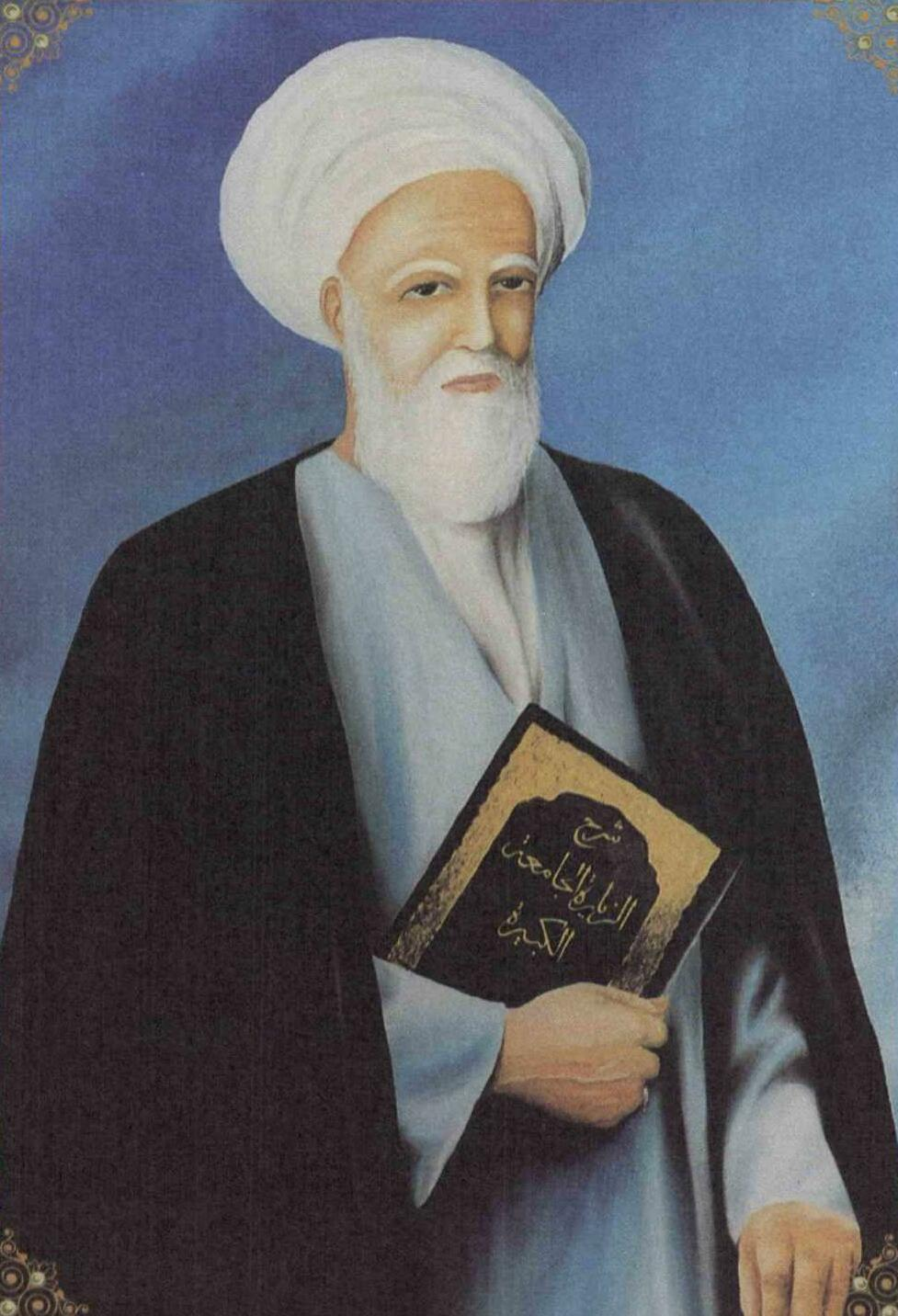
シェイク・アフマド・アブサーイー

シャイヒー派 (シャイヒーは、アラビア語: الشيخية)は、シェイク・アフマド・アフサーイーによって開かれたイスラム教シーア派の一派。19世紀初頭、ガージャール朝時代のイランに始まる。
伝統的かつ純粋な十二イマーム派のシーア派の教義に基礎をおく一方で、十二イマーム派の教義の中でも、終末論やキヤーマ（最後の審判#イスラム教参照）、法源、解釈学などの重要分野においては、主流であるウスリー派とは異なる解釈を採用している。この相違から、シーア派主流のウラマーからは異端として批判対象となってきた。
現在、シャイヒー派は少数派であり、信徒の分布はイラン、イラク、サウジアラビア、クウェート、パキスタンなどである。